# Barleria morrisiana
Barleria morrisiana är en akantusväxtart som beskrevs av E. Barnes och C. E. C. Fischer. Barleria morrisiana ingår i släktet Barleria och familjen akantusväxter. Inga underarter finns listade i Catalogue of Life.